# Buren Fowler
Buren Fowler (29 de junio de 1959 - 8 de marzo de 2014) fue un músico estadounidense, conocido por haber sido músico de soporte durante algunas giras de R.E.M. (en 1986 y 1987), tocando la guitarra base. Además fue técnico de guitarra.
Después de tocar con R.E.M., Fowler ayudó a formar Drivin'n Cryin, banda de Atlanta. Su trabajo en la guitarra está en álbumes como Fly Me Courageous y Smoke.